# ローレル駅 (ミシシッピ州)
ローレル駅（英語：Laurel Station）はアメリカ合衆国ミシシッピ州ローレル ノース・メイプル・ストリート230にある駅。 全米各地を結ぶ旅客鉄道のアムトラックが乗り入れている。

## 概要

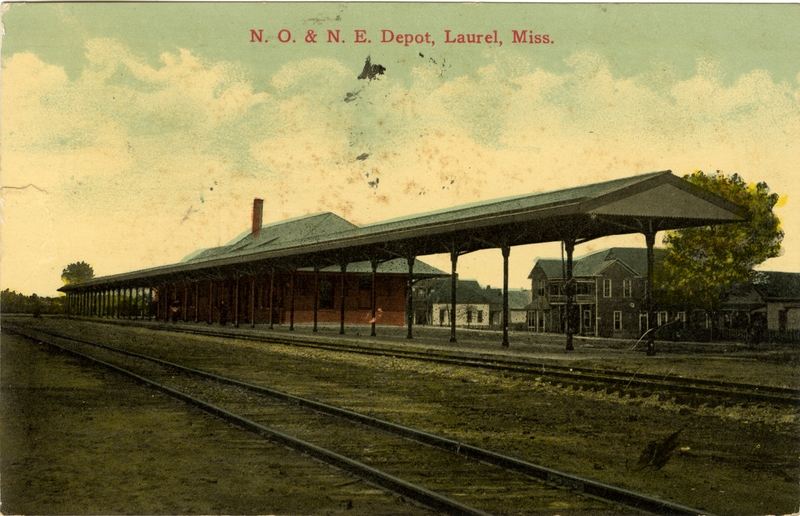
ローレル駅 1900年代初頭

リーダーシップ・ジョーンズ郡はローレル市がノーフォーク・サザン鉄道の駅施設を取得するために請願した。市が1994年に駅を引き継いだ時、構造は健全だったが内部は腐朽していた。1913年のレンガ造の駅舎の復元は可能な限り歴史的特性の多くを引き継ぎ既存の部屋の再設計と待合室を追加することが含まれていた。駅舎は旅客駅としての機能だけではなくコミュニティの会合場所として機能している。復元工事は1998年に完成した。

## 利用可能な鉄道路線／列車
アムトラックの停車する列車は下記の通り。
ニューヨークとニューオーリンズ間の夜行長距離列車クレセント号…1日1往復停車